# Trachys scrobiculatus
Trachys scrobiculatus es una especie de escarabajo del género Trachys, familia Buprestidae. Fue descrita científicamente por Kiesenwetter en 1857.
Se distribuye desde Noruega y Suecia hasta la península ibérica, Italia y Grecia, y desde el Reino Unido hasta Polonia y Hungría. La planta hospedadora es Lamiaceae y oligophagous.